# South Lyon
South Lyon è un comune degli Stati Uniti d'America, situato nello Stato del Michigan, nella contea di Oakland.